# Intel Україна
Інтел Україна — колишній український підрозділ компанії Intel Corporation, що існував з 12 грудня 1993 року по 1 грудня 2017 року. У 2001—2002 роках його діяльність поширилася, крім України, на Білорусь і Молдову. 1 грудня 2017 року підрозділ було ліквідовано.
Станом на листопад 2015-го в офісі компанії працювало 18 співробітників.

## Основні проекти
З 2001 року компанія почала розробляти різні проекти по формуванню ринку персональних комп'ютерів, розвитку програмного забезпечення, запровадження інформаційних технологій у різних аспектах діяльності.
Починаючи з 2002 року регулярно проводяться ICD (Intel Channel Day), на яких спеціалісти Intel демонструють нові технології і продукти, моделі їх застосування, технічну і маркетингову інформацію.
З 2003 року компанія Intel розпочинає активну співпрацю з державними, банківськими установами та телекомунікаційними компаніями.
З 2004 по 2006 рік в Україні проводився «Форум Intel для розробників» — IDF (Intel Development Forum). Щорічно понад 1000 фахівців отримували найактуальнішу інформацію про технології Intel і технічних інноваціях майбутнього.
З 2005 року проводиться щорічний Форум Intel «Нові горизонти інформаційно-комунікаційних технологій в освіті», на якому демонструються найкращі розробки в Україні, які здатні допомогти розвитку ІКТ-освіти країни.
У 2005 році були вкладені інвестиції Intel Capital в «Українські новітні технології» (ТМ AlterNet) для впровадження в Україні нової технології WiMAX. Результатом цього стало впровадження в листопаді 2005 року першої в СНД, 10-ї в Європі і 22-ї в світі комерційної мережі WiMAX. Це стало початком розвитку нових мобільних технологій.
У 2006—2011 роках Intel була технологічним партнером фестивалю інформаційних технологій та комп'ютерного мистецтва DE: CODED.

## Освітні ініціативи Intel в Україні
З 2003 спільно з Міністерством освіти і науки почала реалізовувати міжнародні освітні програми Intel для вчителів та студентів педагогічних вузів. Навчання пройшли більше 300 тисяч вчителів та студентів педагогічних вузів. З 2005 року стали проводитися конкурси для обдарованих дітей. У цих конкурсах взяли участь понад 5 тисяч учнів, і майже 50 з них представляли Україну на найбільшому в світі науковому конкурсі для молоді «Intel ISEF» в США. З 2007 року понад 20 тисяч учнів середніх шкіл пройшли навчання за програмою Intel.
У 2009—2010 роках у рамках науково-методичного експерименту з інноваційної моделі Е-навчання в середовищі «1 учень — 1 комп'ютер» корпорація Intel безкоштовно надала 2000 шкільних нетбуків.
У 2012 році Intel Україна провела конкурс наукових проектів «Інтелектуалізація». Конкурс проектів проходив у 2-х вікових категоріях: учні старших класів; студенти та молодь. Переможці отримали гранти на навчання або ноутбуки відповідно до своєї вікової групи.
У 2013 році Intel підписала з Міністерством освіти і науки України Меморандум про взаєморозуміння та спільної реалізації освітніх програм корпорації Intel на 2014—2018 роки.